# Кокобич
Кокобич  (фр. Cocobeach) — город в Габоне в провинции Эстуарий. Административный центр департамента Нуайа.
Расположен на южном берегу залива Муни.
В городе находится туристический пляж. Кокобич является главным пограничным городом с Экваториальной Гвинеей, из него в город Кого ходит паром.